# Pseudeurybata stigmatica
Pseudeurybata stigmatica är en tvåvingeart som beskrevs av Willi Hennig 1935. Pseudeurybata stigmatica ingår i släktet Pseudeurybata och familjen skridflugor.
Artens utbredningsområde är Panama. Inga underarter finns listade i Catalogue of Life.